# 烏丸豊光
烏丸 豊光（からすまる とよみつ、永和4年/天授4年（1378年） - 正長2年2月18日（1429年3月23日））は、室町時代の公卿。正二位権中納言（没後、従一位内大臣を贈位贈官）。裏松資康の次男。烏丸資任の父。烏丸家の祖。

## 概要
烏丸通沿いに屋敷があったことから、「烏丸」と称する。侍従・蔵人頭・左大弁を歴任後、応永15年（1408年）に31歳で参議に任ぜられ、2年後に従三位に叙せられる。応永18年（1411年）には正三位権中納言となり、左衛門督と検非違使別当を兼ねた。応永19年（1412年）、検非違使別当は辞任するが、応永20年（1413年）に兄の裏松重光が没すると、その後任として後小松上皇の院執権に任ぜられる。実家の裏松家は足利将軍家と縁戚関係で、重光・豊光兄弟の昇進も足利義持による武家執奏によるところが大きかった。応永21年（1414年）に検非違使別当に還補されるが、応永22年（1415年）に検非違使別当、応永24年（1417年）に院執権、応永26年（1419年）に左衛門督をそれぞれ辞任している。応永27年（1420年）に正二位に叙せられるが、応永30年（1423年）に足利義持が出家すると、これに従う形で4月25日に出家して祐通と称した。正長2年（1429年）に52歳で死去、諡は乗林院殿。寛正2年（1461年）の命日に従一位内大臣への贈位贈官が行われた。